# John Baptist Huang Min-Cheng
John Baptist Huang Min-Cheng OFM (chiń. 黃敏正) (ur. 23 marca 1955 w Madou) – tajwański duchowny katolicki, biskup diecezjalny Tainanu od 2023.

## Życiorys

### Prezbiterat
Święcenia kapłańskie otrzymał 29 marca 1984 w Zakonie Braci Mniejszych. Był m.in. prowincjałem, wikariuszem generalnym diecezji Tainanu oraz dyrektorem centrum duchowości w Xinzhu.

### Episkopat
3 maja 2023 papież Franciszek mianował go biskupem diecezjalnym Tainanu. SakraSakry udzielił mu 24 czerwca 2023 biskup Bosco Lin Chi-nan.